# Start (obraz Laury Knight)
Start (ang. Take Off) – obraz olejny namalowany w 1943 przez angielską malarkę Laurę Knight, znajdujący się w zbiorach Imperial War Museum w Londynie.

## Opis
We wnętrzu brytyjskiego samolotu bombowego Short Stirling B Mk.III dowództwa RAF Bomber Command siedzi czterech członków załogi przygotowujących się do startu, przed kolejnym nocnym nalotem na nazistowskie Niemcy podczas II wojny światowej. Dwóch pilotów siedzi w kokpicie, nawigator zajmuje się swoimi mapami, a radiotelegrafista w stopniu sierżanta (flight sergeant) na pierwszym planie obraca pokrętło w urządzeniu bezprzewodowym.
Autorka obrazu Laura Knight stwierdziła, że namalowanie tego obrazu było najtrudniejszym zadaniem, jakie do tej pory sobie postawiła. Finalny efekt dzieła jest doskonały, bowiem w bardzo wierny i szczegółowy sposób przedstawia moment przygotowania do startu brytyjskiej załogi, która w skupieniu przygotowuje się na pokładzie bombowca do kolejnej misji – oglądając ten obraz ma się wrażenie, że to fotografia.